# Žbince
Žbince (bis 1927 „Veľké Žbince“; ungarisch Nagycseb) ist eine Gemeinde im Osten der Slowakei mit 987 Einwohnern (Stand 31. Dezember 2024), die zum Okres Michalovce, einem Teil des Košický kraj, gehört und in der traditionellen Landschaft Zemplín liegt.

## Geographie
Die Gemeinde befindet sich im Nordteil des Ostslowakischen Tieflands unweit des linken Ufers des Flüsschens Duša. Das Ortszentrum liegt auf einer Höhe von 107 m n.m. und ist 11 Straßenkilometer von Michalovce entfernt.
Nachbargemeinden sind Vrbnica im Norden, Lastomír im Nordosten, Zemplínska Široká im Osten, Sliepkovce im Südosten, Hatalov im Süden, Ložín im Westen und Bánovce nad Ondavou sowie Laškovce im Nordwesten.

## Geschichte
Žbince wurde zum ersten Mal 1221 bei der Begrenzung des Gemeindegebiets von Pozdišovce als Cheb schriftlich erwähnt. Der Ort war Besitz örtlicher Gutsherren, im 18. beziehungsweise 19. Jahrhundert dann der Geschlechter Barkóczy und Andrássy. 1828 zählte man 61 Häuser und 450 Einwohner, die als Landwirte, Schaf- und Viehhalter beschäftigt waren.
Bis 1918/1919 gehörte der im Komitat Semplin liegende Ort zum Königreich Ungarn und kam danach zur Tschechoslowakei beziehungsweise heute Slowakei.

## Bevölkerung
| Jahr                | 1994 | 2004     | 2014    | 2024    |
| ------------------- | ---- | -------- | ------- | ------- |
| Anzahl der Personen | 856  | 955      | 965     | 987     |
| Unterschied         |      | +11,56 % | +1,04 % | +2,27 % |

| Jahr                | 2023 | 2024    |
| ------------------- | ---- | ------- |
| Anzahl der Personen | 994  | 987     |
| Unterschied         |      | −0,70 % |

Nach der Volkszählung 2011 wohnten in Žbince 982 Einwohner, davon 945 Slowaken, fünf Roma, drei Tschechen sowie jeweils ein Magyare und Ukrainer. 27 Einwohner machten keine Angabe zur Ethnie.
691 Einwohner bekannten sich zur römisch-katholischen Kirche, 197 Einwohner zur griechisch-katholischen Kirche, 12 Einwohner zur orthodoxen Kirche, sechs Einwohner zur reformierten Kirche, vier Einwohner zu den Zeugen Jehovas, drei Einwohner zur Evangelischen Kirche A. B. und ein Einwohner zu den Brethren. 13 Einwohner waren konfessionslos und bei 55 Einwohnern wurde die Konfession nicht ermittelt.

## Bauwerke und Denkmäler
- römisch-katholische Kirche im spätklassizistischen Stil aus dem Jahr 1843
- Kapelle im klassizistischen Stil aus dem Jahr 1804